# 孔芙蓉
孔芙蓉（1957年—），汉族，中华人民共和国政治人物、第十一届全国政协委员。
担任广东省工商联专职副主席。2008年，当选第十一届全国政协委员，代表中华全国工商业联合会，分入第二十一组。